# Leonce von Könneritz

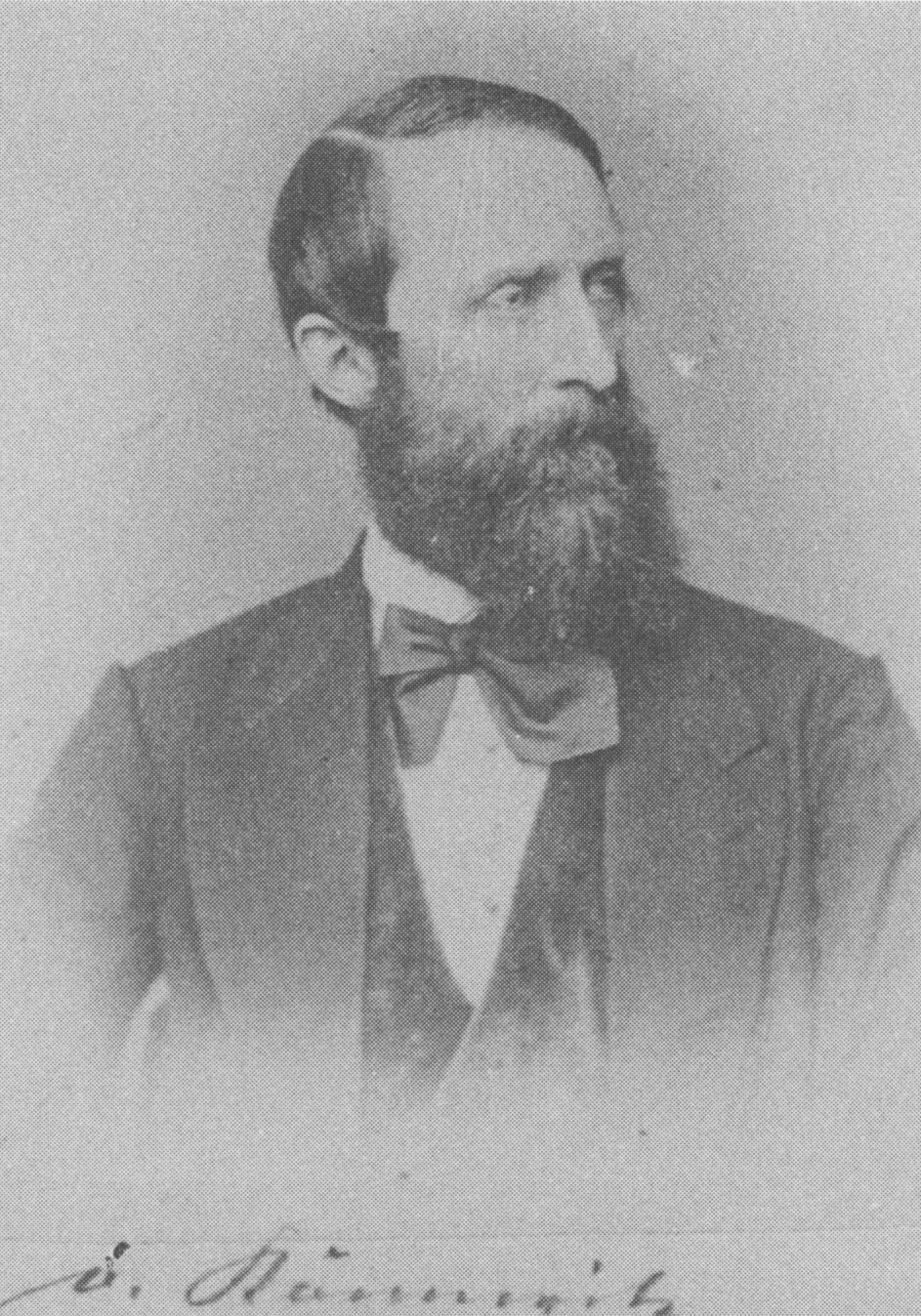
Leonce von Könneritz (um 1885)

Leonce (oder Léonce) Robert Freiherr von Könneritz (* 4. März 1835 in Paris; † 20. Januar 1890 in Dresden) war ein deutscher Rittergutsbesitzer, Verwaltungsjurist und konservativer Politiker. Er war u. a. Mitglied des Sächsischen Landtags, Amtshauptmann in Chemnitz, Kreishauptmann von Zwickau und Leipzig, von 1874 bis 1877 Mitglied des Reichstages sowie von 1876 bis zu seinem Tode sächsischer Finanzminister.

## Herkunft
Er stammt aus einer Familie hoher sächsischer Beamter. Seine Eltern waren der sächsische Diplomat Graf Hans Heinrich von Könneritz (1790–1863) und dessen Ehefrau Luise Clara geb. von Werthern-Beichlingen (1798–1891). Der Vater war von 1828 bis 1848 sächsischer Gesandter in Paris. Sein älterer Bruder Richard von Könneritz (1828–1910) war Präsident der I. Kammer des Sächsischen Landtags.

## Leben
Nach dem Besuch des Blochmannschen Instituts in Dresden, studierte er von 1853 bis 1856 an der Universität Leipzig Rechtswissenschaften. Bereits seit 1848 war Könneritz Angehöriger des Corps Misnia Leipzig.  Von seinem Vater übernahm er 1857 dessen Rittergut Erdmannsdorf. 1862 wurde er zum Kammerherrn ernannt, 1864 bis 1874 übte er das Amt des Amtshauptmanns von Chemnitz aus. In dieser Funktion nahm er an der Eröffnung der Eisenbahnstrecke Chemnitz-Hainichen teil. Während des Deutsch-Französischen Krieges war er von Januar bis März 1871 Präfekt von Orléans und von März bis September 1871 lothringischer Präfekt von Metz.
Der II. Kammer des Sächsischen Landtags gehörte er von 1866 bis 1868 als Vertreter der Rittergutsbesitzer im Erzgebirgischen Kreis, und von 1869 bis 1876 als Abgeordneter des 32. bäuerlichen Wahlkreises an.
1874 wurde er zum Kreishauptmann von Zwickau befördert, übernahm aber bereits im Januar 1876 als Nachfolger von Ludwig von Burgsdorff (1812–1875) das Amt des Kreishauptmanns von Leipzig. Könneritz gehörte 1875 zu den Mitbegründern des Konservativen Landesvereins in Sachsen. Von Januar 1874 bis Januar 1877 war er zudem als Vertreter des 14. sächsischen Wahlkreises (Borna) Abgeordneter im Deutschen Reichstag und gehörte dort der Fraktion der Deutschkonservativen Partei an. Von 1866 bis 1890 war er zudem Vorsitzender der Kreisstände des Erzgebirgischen Kreises.
Im Oktober des 1876 wurde Könneritz als Finanzminister (1875–1890) in die sächsische Regierung nach Dresden berufen. Im Amt des Kreishauptmanns folgte ihm Otto Georg Graf zu Münster (1825–1893). In seine Amtszeit als Finanzminister fallen die Ein- und Durchführung der Einkommensteuergesetzgebung, das Anlegen zahlreicher sächsischer Eisenbahnlinien und die Verstaatlichung des Freiberger Erzbergbaus.
Könneritz starb am 20. Januar 1890 im Alter von 54 Jahren in Dresden. Das Rittergut Erdmannsdorf, in 1910 mit 334 ha, wurde von seinem ältesten Sohn Hans Heinrich von Könneritz (1864–1924) übernommen.

## Familie
Am 9. Juni 1863 heiratete Könneritz in Dresden Maria Gräfin von Beust (1845–1926), einzige Tochter des österreichischen Ministerpräsidenten Friedrich Ferdinand von Beust, mit der er vier Kinder hatte:
- Hans Heinrich (* 24. Juli 1864; † 1924), unvermählt
- Karl Eduard, 4. Graf (* 4. September 1865; † 1926) ⚭ 1897 Pia von Fritsch (* 25. September 1876; † 1948)
- Ferdinand Richard, 5. Graf (* 14. Oktober 1867; † 1943) ⚭ 1902 Ilse von Uslar-Gleichen (* 14. Juni 1880; † 1965)[5]
- Elisabeth Marie Adele (* 12. Oktober 1871) ⚭ 1897 Adolph Graf von Beust (* 1848; † 1919), Sohn von Friedrich Ferdinand von Beust (s. o.)

## Ehrungen
Mit der Eingemeindung der Gemeinde Schleußig in die Stadt Leipzig wurde im Jahr 1891  die ehemalige Hauptstraße nach L. Freiherr von Könneritz benannt (Könneritzstraße; 1965–1991: Maurice-Thorez-Straße), auch die Stahlfachwerkbrücke im Zuge dieser Straße trägt den Namen Könneritzbrücke. Zudem ist die Könneritzstraße in Dresden nach ihm benannt (1947–1990: Paul-Gruner-Straße). Er war Ehrenbürger der Stadt Chemnitz.